# Sosny (Pogórze Spiskie)
Der Sosny ist ein Berg in den polnischen Pogórze Spiskie, einem Gebirgszug der Pogórze Spisko-Gubałowskie, mit 630 Metern Höhe über dem Meeresspiegel. 

## Lage und Umgebung
Der Sosny liegt im Hauptkamm der Pogórze Spiskie. Südöstlich des Gipfels liegt der Gebirgsbach Łapszanka.

## Tourismus
Der Gipfel ist von allen umliegenden Ortschaften leicht auf markierten Wanderwegen erreichbar. Er liegt außerhalb des Tatra-Nationalparks. 